# José de Alba
José de Alba (San Juan de los Lagos, 11 de mayo de 1920-Ciudad de México, 21 de marzo de 1997) fue un escritor y dramaturgo mexicano.

## Biografía
Nació en San Juan de los Lagos, Jalisco el 11 de mayo de 1920. Obtuvo una licenciaturas en letras modernas e inglesas en la Facultad de Filosofía y Letras de la Universidad Nacional Autónoma de México (UNAM). Posteriormente realizó estudios de arte dramático en el Instituto Nacional de Bellas Artes y Literatura (INBAL).
Desde 1963 se desempeñó como redactor internacional para la agencia Europa Press. Fue director fundador de Guía, y colaborador para diversos medios como Cuadernos, El Universal, Guía, La Torre y Novedades. Dentro del ámbito literario publicó las novelas, Un gobierno con cáncer (1960), y Entre la luz y las tinieblas (1987).
Falleció el 21 de marzo de 1997 en la Ciudad de México a los 76 años de edad.

## Publicaciones seleccionadas

### Novela
- Alba, José de (1960). Un gobierno con cáncer. México: Libro-Mex.
- Alba, José de (1987). Entre la luz y las tinieblas. México, D. F.: Sociedad General de Escritores de México.